# Ismet Osmani
Ismet Osmani (* 21. Dezember 2000 in Liestal) ist ein Schweizer Fussballspieler.

## Karriere
Osmani wechselte er im Januar 2019 aus der Jugend des FC Concordia Basel nach Österreich zu den Amateuren des SC Austria Lustenau. Sein Debüt für diese in der Vorarlbergliga gab er im März 2019, als er am 20. Spieltag der Saison 2018/19 gegen den SC Admira Dornbirn in der Startelf stand. Im April 2019 erzielte er bei einem 4:1-Sieg gegen den FC Lauterach seine ersten beiden Tore für Lustenau II. Im Mai 2019 stand er gegen die SV Ried erstmals im Profikader von Lustenau, kam jedoch zu keinem Einsatz. Mit Lustenau II stieg er zu Saisonende in die Eliteliga Vorarlberg auf.
Im November 2019 debütierte er schliesslich für die Profis von Lustenau in der 2. Liga, als er am 16. Spieltag der Saison 2019/20 gegen den SV Lafnitz in der Nachspielzeit für Alexander Ranacher eingewechselt wurde. Für Lustenau kam er bis Saisonende zu vier Zweitligaeinsätzen. Ohne weitere Einsätze für die Profis kehrte er im Februar 2021 in die Schweiz zurück und schloss sich dem Viertligisten SV Muttenz an. Für Muttenz absolvierte er eine Partie in der 1. Liga.
Zur Saison 2021/22 wechselte er nach Albanien zum Zweitligisten KS Bylis Ballsh.